# Río Huache
Río Huache es una localidad y región en el estado de Quintana Roo, en México, a 55 km de Chetumal que forma parte de la llamada Costa Maya en el mar Caribe. Se encuentra rodeado del Parque Marino Arrecifes de Xcalak, y está muy cerca del popular destino turístico de Mahahual.
Es una zona turística que cuenta con una playa de más de 5 km de extensión y queda justo enfrente del arrecife de coral Banco Chinchorro que tiene el segundo atolón más grande del mundo, y que es considerado como patrimonio de la humanidad.

En él se practica el buceo y se puede apreciar una amplia variedad de especies de coral y de vida acuática endémica.

Río Huache cuenta también con una laguna y un río con manglar es en donde se practican deportes acuáticos y pesca deportiva. Esta zona es rica en vida silvestre y vegetación endémica.

## Ambientes acuáticos
Río Huach cuenta con tres ambientes acuáticos distintos en tres de sus cuatro fronteras:
- En la frontera Este se encuentra el Mar Caribe y como a 500 m se encuentra la Barrera de Arrecife de coral Mesoamericano.
- En la frontera Sur está el Río Huach, de unos 8 m de ancho, con profundidad promedio de 4.00 m y longitud de 6 km.
- En la frontera Oeste se encuentra la Laguna Huach, con gran extensión y aguas someras, donde se practica la pesca deportiva y otros deportes acuáticos como el kayak.

Cabe destacar que los 3 ambientes acuáticos cuentan con la protección de la SEMARNAT, pues forman parte del Parque Arrecifes de Xcalak.

### Características de la playa

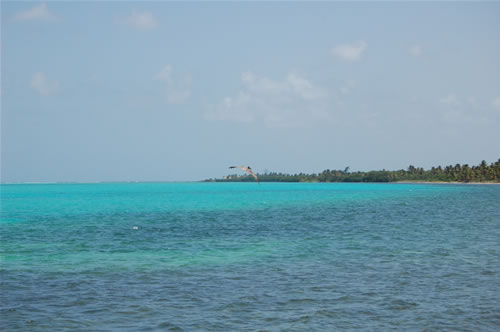
El mar azul del Caribe en Río Huach.

Los 5.1 km, que son frente del terreno sobre la playa, están protegidos por una barrera arrecifal que se encuentra aproximadamente a 500 m de la playa, la cual se encuentra en un excelente estado de conservación, siendo una magnífica barrera natural en caso de ciclones o marejadas fuertes.
El promedio de la profundidad de la zona entre el arrecife y la playa (llamada laguna arrecifal) es de 3.5 metros, lo cual permite que las olas al llegar a la duna costera pierdan gran parte de su fuerza y no la erosione.

#### Arrefice de coral Chinchorro: Patrimonio de la humanidad
Hacia el este y a lo largo de toda la playa Huach, se encuentra el arrecife Mesoamericano, único en México ya que por su grado de conservación y sus bellezas naturales. A 30 kilómetros se encuentra el atolón de Banco Chinchorro.  
En este arrecife se practica el buceo profesional y se puede llegar en poco más de una hora navegando en una embarcación menor.
Además sirve como barrera natural que protege a la playa del embate de los huracanes y las mareas.

#### Vida silvestre y vegetal

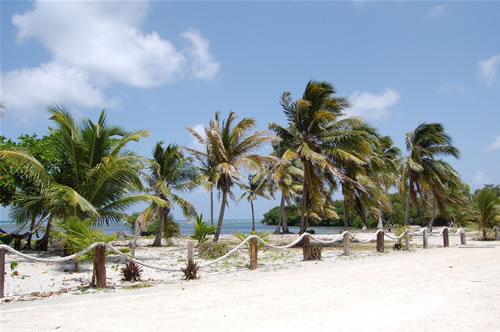
La vegetación de Río Huach.

Especies vegetales que predominan en el área:
- Palma chit
- Cocoteros
- Uva de mar
- Chechem
- Chacah
- Caniste

La vida silvestre es de gran diversidad en la zona. Es rica en aves endémicas y en animales acuáticos.
En cuanto agnatos y condrictios, podemos encontrar en abundancia al jurel toro, barracuda, macabí, sábalo, robalo blanco, distintos tipos de rayas, tiburón enfermera así como distintas subespecies de pargo y mero.

### Características de la Laguna Huach

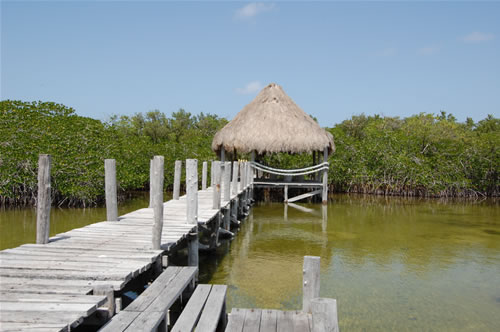
Laguna y palapa en Río Huach.

La Laguna Huach se encuentra en la parte Oeste y cuenta con un muelle de madera dura de aproximadamente 90 metros de largo y 1,2 m de ancho.
Tiene de igual modo palapa de descanso, construida igualmente hace tres años y conservándose en buen estado.
Como ya se ha dicho, en la laguna se practican deportes acuáticos como el kayak, así como pesca deportiva.

### Características del Río Huach
Ubicado en la frontera Sur de esta zona, une la laguna con el mar. El río es de cerca de 8 m de ancho, y su profundidad promedio es de 2.5 metros. Tiene una longitud de 6 km y a sus costados se extiende un macizo de Manglar en excelente conservación, donde millones de crías de peces, de diferentes especies, esperan pacientemente su madurez para salir de nuevo al mar Caribe.

#### Huracán Dean
Pese a la fuerza con que el Huracán Dean entró a la Península de Yucatán, la zona de Río Huach se mantuvo prácticamente sin daños gracias a la barrera affecifal que se encuentra frente a la costa y al sistema de manglares que se extiende a lo largo de la playa.
El pasado 21 de agosto de 2007 el huracán Dean pasó sobre Mahahual (a unos kilómetros al norte de Río Huach) siendo un huracán de categoría 5, con vientos de hasta 270 km/h. No obstante que Majahual resultó seriamente afectada en su infraestructura, Río Huach sólo sufrió la caída de los árboles más grandes, limpiando la gran marea producida, sus playas de blanca arena.